# Senotainia opiparis
Senotainia opiparis är en tvåvingeart som beskrevs av Henry Jonathan Reinhard 1955. Senotainia opiparis ingår i släktet Senotainia och familjen köttflugor.
Artens utbredningsområde är Texas. Inga underarter finns listade i Catalogue of Life.